# Жоржен, Алек
Але́к Матьё Жорже́н (фр. Alec Mathieu Georgen; 17 сентября 1998 года, Кламар, Франция) — французский футболист, защитник клуба «Конкарно».

## Клубная карьера

### «Пари Сен-Жермен»
Жоржен начал заниматься футболом в семь лет. С 14 лет молодым и перспективным защитником заинтересовались в «ПСЖ», пригласив его к себе в академию, которую он закончил в 2016 году.
С 2015 года играет за вторую команду «парижан». Дебютировал 12 сентября 2015 года в поединке против «Арраса». Является основным фланговым защитником. Всего за вторую команду сыграл девять встреч. Также принимал участие в Юношеской лиге УЕФА 2015/2016, где в финале уступил юношам из «Челси».
В основном составе «ПСЖ» не играл, но был вызван на матч Лиги 1 против «Монако». 1 июля 2015 года подписал с клубом трёхлетний контракт. Планируется, что летом 2016 года отправиться вместе с основной командой на сборы.
В январе 2018 года Жоржен да конца года был отдан в аренду в АЗ.

### «Авранш»
В сентябре 2019 года Жоржен покинул «Пари Сен-Жермен» и присоединился к клубу «Авранш».

### «Осер»
3 июня 2020 года подписал 3-летний контракт с клубом «Осер». 22 августа дебютировал за «бургундцев» в игре против «Сошо»

## Карьера в сборной
Играл в юношеских сборных Франции различных возрастов. Стал чемпионом Европы среди юношей до 17 лет в 2015 году, сыграв на турнире во всех пяти встречах. Принимал участие в чемпионате мира 2015 года среди юношеских команд.

## Стиль игры
Жоржен — быстрый и агрессивные крайний защитник низкого роста и с быстрым мышлением, способен мгновенно принимать решительные действия на поле.

## Достижения
Сборная Франции (до 17)
- Чемпион Европы (до 17 лет): 2015